# Malé
Malé (މާލެ) is de hoofdstad van de republiek der Malediven.
Deze stad, met meer dan 200.000 inwoners, bevindt zich op het eiland Malé, onderdeel van het Kaafu-atol, en beslaat het gehele eiland.
Het eiland meet slechts 1 bij 1,7 km en is volledig volgebouwd.
Het is het economische en bestuurlijke hart van de Malediven.

## Geschiedenis
In de 12e eeuw werd de bevolking van de Malediven bekeerd tot de islam. Voor die tijd was het eiland al wel bewoond maar daarover is erg weinig bekend. Toen in de 20e eeuw de monarchie werd afgeschaft, werd de stad onder president Ibrahim Nasir geheel geherstructureerd. Hierbij werd het koninklijk paleis afgebroken, samen met de stadsmuren en een fort. Het landoppervlak werd met een derde vergroot.
Op 26 december 2004 kwam de stad grotendeels blank te staan door een tsunami, veroorzaakt door de aardbeving in de Indische Oceaan. Op 29 september 2007 vond een bomaanslag plaats in de buurt van een van de moskeeën. Hierbij raakten twaalf toeristen gewond.

## Bezienswaardigheden
- De Vrijdagsmoskee, de belangrijkste moskee van de Malediven. Het gebouw domineert de stad met een gouden koepel. Geen enkel gebouw in Malé mag hoger zijn dan de toren van dit gebouw.
- De Hukurumoskee uit de 17e eeuw.

## Bereikbaarheid
Malé is per vliegtuig bereikbaar via de internationale luchthaven Malé International Airport. Deze ligt op het nabijgelegen eiland Hulhulé. Dit eiland is via een brug verbonden met Malé. Deze brug, de Sinamalebrug is geopend in 2018 en is 2,1 kilometer lang.